# Fantomen på Operan (film, 2004)
Andrew Lloyd Webbers Fantomen på Operan (engelska: The Phantom of the Opera) är en brittisk-amerikansk musikalfilm från 2004 i regi av Joel Schumacher. Filmen är baserad på Andrew Lloyd Webbers musikal som i sin tur bygger på Gaston Lerouxs roman Fantomen på Operan. I huvudrollerna ses Gerard Butler och Emmy Rossum.

## Handling
I katakomberna under Operan i Paris, l'Opéra Populaire, bor ett missförstått musikaliskt geni med ett vanställt ansikte. Christine är en vanlig tjej i kören/baletten som geniet förälskar sig i och börjar undervisa. Han blir besatt av hennes vackra röst och hennes utseende och undervisar henne från de mörka kloakerna. Christine ser Fantomen som sin Musikens ängel och är knuten till hans vackra röst, men när hon träffar sin barndomsförälskelse Raoul så väcks hennes känslor åter till liv. 
Varje gång Fantomen sjunger så "förtrollar" han Christine och han får henne i "sitt våld", hon gör som han befaller. 
Christine ser Fantomen som Musikens ängel som hennes far har skickat till henne som han lovade på sin dödsbädd. Christines anknytning till Fantomen är mycket psykisk eftersom de aldrig har träffats och Christine har aldrig sett Fantomen trots att han har sett henne flera gånger, medan hennes känslor till Raoul är mer romantiska, eftersom de var varandras "barndomskärlek". 
Fantomen blir sårad och känner sig förrådd och han bestämmer sig för att kidnappa Christine. Raoul tvingas då ta upp jakten på sin älskade.

## Om filmen
Det finns scener i filmen som besökarna av musikalen aldrig sett tidigare, till exempel svärdsduellen och ett flertal andra scener.
En bortklippt scen i Andrew Lloyd Webbers film Phantom of the Opera visar när fantomen är i sitt djupa gömställe, och sjunger låten "No One Would Listen".
Låten som spelas vid sluttexten i filmen heter "Learn to Be Lonely" och sjungs av Minnie Driver som också spelar Carlotta i filmen.
På Oscarsgalan 2005 nominerades filmen för bästa sång till "Learn to Be Lonely", bästa foto och bästa scenografi.

## Rollista i urval
- Gerard Butler – Erik/Fantomen
- Emmy Rossum – Christine Daaé
- Patrick Wilson – Vicomte Raoul de Chagny
- Miranda Richardson – Madame Giry
- Minnie Driver – Carlotta Giudicelli
  - Margaret Preece – Carlottas sångröst
- Simon Callow – Gilles André
- Ciarán Hinds – Richard Firmin
- Jennifer Ellison – Meg Giry
- James Fleet – Monsieur Lefèvre
- Victor McGuire – Ubaldo Piangi
- Kevin R. McNally – Joseph Buquet
- Murray Melvin – Maestro Reyer